# Giovanni Desideri
Giovanni Desideri ou Giovanni Conte (falecido em 1604) foi um prelado católico romano que serviu como bispo de Rieti (1603-1604).

## Biografia
Giovanni Desideri nasceu em 1568 e foi ordenado sacerdote a 15 de março de 1603. No dia 16 de junho de 1603, foi nomeado bispo de Rieti durante o papado de Clemente VIII. A 6 de julho de 1603, foi consagrado bispo por Girolamo Bernerio, cardeal-bispo de Albano, tendo Claudio Rangoni, bispo de Piacenza, e Andrea Sorbolonghi, bispo de Gubbio, servindo como co-consagradores. Serviu como bispo de Rieti até à sua morte em 1604.